# Oh Yes! You're Beautiful
"Oh Yes! You're Beautiful" is een nummer van de Engelse glam rock zanger Gary Glitter, geschreven door Glitter met Mike Leander en geproduceerd door Leander. Het werd in 1974 als single uitgebracht in het Verenigd Koninkrijk en bereikte de tweede plaats in de UK Singles Chart. De single bevat het nummer "Thank You, Baby, for Myself" als B-kant, dat exclusief op de single stond.